# Mette B. Pedersen
Mette Brynjolf Pedersen gift Jepsen født 6. maj 1970 dansk atlet fra Hvidovre AM tidligere Københavns IF. Dansk mester på 400 meter indendørs 1995. Har også en 3. plads på 100 meter fra 1993.
Mette Jepsen er gift med Dansk Atletik Forbund’s sportschef og tidligere landstræner i kast Michael Bruun Jepsen.

## Ekstern henvisning
- DAF i tal – Mette B. Pedersen (Webside ikke længere tilgængelig)

|  | Artiklen om Mette B. Pedersen kan blive bedre, hvis der indsættes et (bedre) billede Du kan hjælpe ved at afsøge Wikimedia Commons for et passende billede eller uploade et godt billede til Wikimedia Commons iht. de tilladte licenser og indsætte det i artiklen. |